# Derechos casuales
Se llaman derechos casuales a los honorarios o retribuciones concedidas a los curas, vicarios o servidores de las parroquias por las funciones de su ministerio, tales como los bautismos, casamientos, entierros, etc.

## Historia
En los primeros siglos de la Iglesia, sus ministros subsistían de las oblaciones voluntarias de los fieles; así es que propiamente hablando, todo era casual. Las diferentes revoluciones causadas por las persecuciones, por las herejías y por las irrupciones de los bárbaros dieron a conocer que la subsistencia de los eclesiásticos sería menos precaria, asignándoles fondos. Esto no costaba nada en tiempos en que había una gran cantidad de tierras incultas por la falta de propietarios. Tal es el origen de la institución de los beneficios.
En la época de Carlomagno se concedió o se hizo dar a los pastores el diezmo por el mismo motivo. En la decadencia de la raza Carlovingiana la Iglesia fue despojada por los señores, se apoderaron de los fondos y de los diezmos. Los pueblos se vieron obligados a recurrir a los religiosos para recibir los auxilios espirituales o sostener sacerdotes con retribuciones domésticas. De esta manera se estableció lo casual. Los eclesiásticos superiores y los tribunales seculares se vieron en la necesidad de arreglar en casual mayor en las parroquias que no tenían fondos ni diezmos y establecer las porciones congruas. 
Muchos jurisconsultos y aun autores eclesiásticos han dicho que los sacerdotes recibían estos honorarios a título de limosna. Una limosna no se da más que por caridad, no obliga a nada al que la recibe, pero el honorario es debido por justicia e impone al ministro de los altares una nueva obligación de llenar exactamente sus funciones. Que el honorario sea fijo o accidental, pagado por el público o por los particulares, concedido a título de sueldo anual o de pensión, que sea casual, unido a cada función que se llene o a cada servicio que se haga, es igual; no cambia de naturaleza.
No puede negarse que a veces, se han introducido abusos e indecencias en este uso. Es necesario manifestar estos abusos, desear su corrección y proponer los medios de evitarlos.